# 英格蘭市場

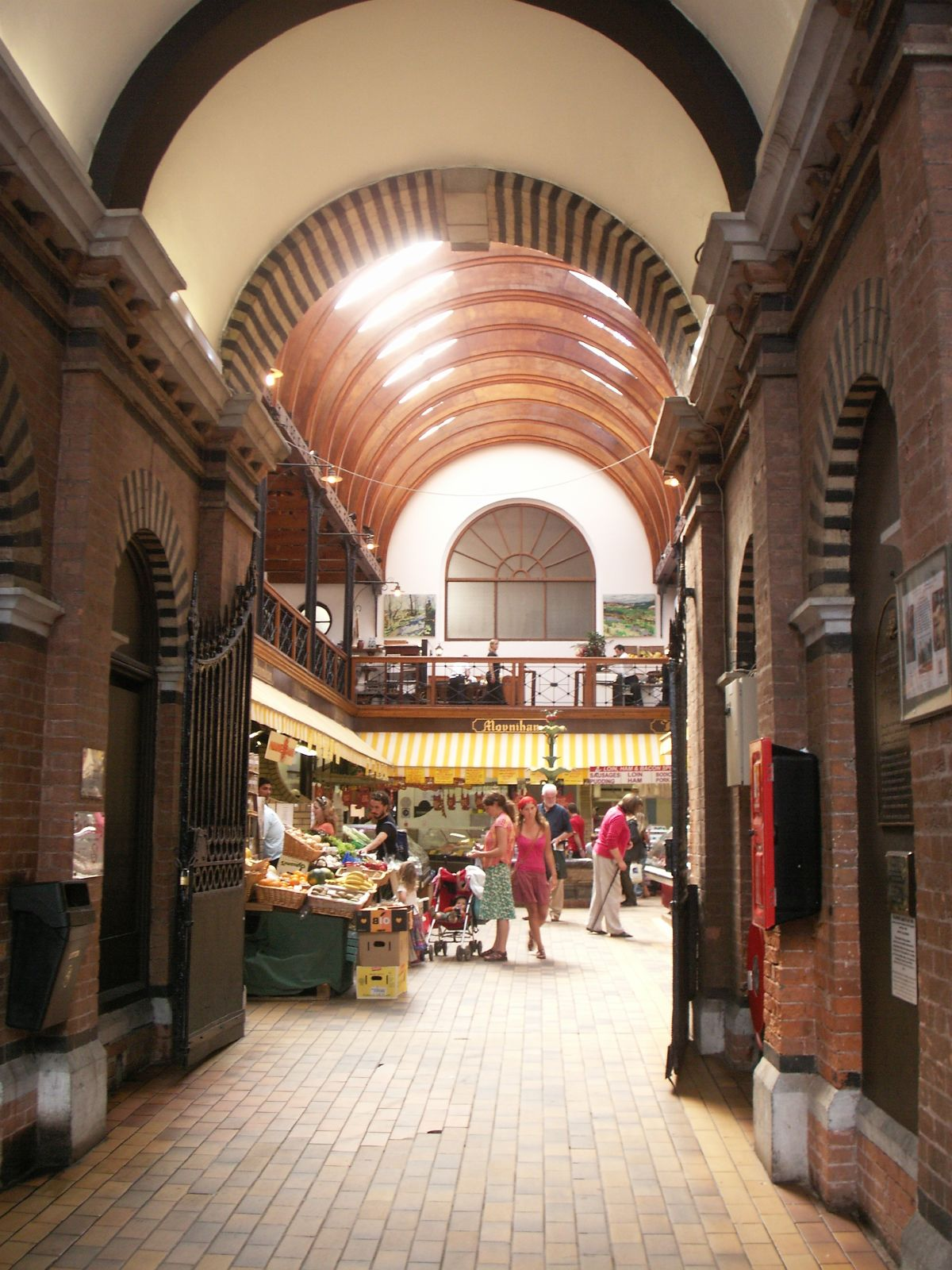
英格蘭市場

英格蘭市場（英語：English Market）是位於愛爾蘭共和國城市科克市中心的一座食品市場。英格蘭市場由王子街市場和大巡遊市場兩座市場組成。現在英格蘭市場已經成為一個旅遊景點，英國女王伊麗莎白二世在2011年訪問了英格蘭市場。